# (2360) Volgo-Don
(2360) Volgo-Don es un asteroide perteneciente al cinturón de asteroides, descubierto el 2 de noviembre de 1975 por Tamara Mijáilovna Smirnova desde el Observatorio Astrofísico de Crimea (República de Crimea).

## Designación y nombre
Designado provisionalmente como 1975 VD3. Fue nombrado Volgo-Don en homenaje al Canal Volga-Don.